# オースチン・エリーズ
- オースチン・エリーズ
- オースチン・エイリース
- オースチン・エイリーズ

オースチン・エリーズ（Austin Aries、1978年4月15日 - ）は、アメリカ合衆国のプロレスラー。
ウィスコンシン州ミルウォーキー出身。本名、ダニエル・ソルウォルド・ジュニア（Daniel Healy "Dan" Solwold, Jr.）。

## 来歴

### キャリア初期
エリーズはエディ・シャーキーとテリー・フォックスの下で2000年にプロレスのトレーニングを開始し、11月に“シェリフ”ジョニー・エメラルドとの試合でデビュー。数年間、中西部でキャリアを積んだ後、2004年に「ECWA Super 8トーナメント」に出場。現在WWEやTNAで活躍するレスラーが若手の頃に多数参加し、若手の登竜門として知られているこのトーナメントで決勝に進出する。優勝こそできなかったもののその能力の高さから米インディー界の注目の的になる。

### ROH
トーナメント直後、エリーズはROHに参戦することを決意する。彼は「ROH: Reborn Stage 2」にて、4コーナーサバイバルというROH独自の形式でジミー・レイヴ、ロッキー・ロメロ、ナイジェル・マッギネスを相手にROHデビューを果たす。その年の夏にかけて同じく若手のジャック・エヴァンスやロドリック・ストロング、アレックス・シェリーと共に「Generation Next」というユニットを結成。一気にROHの主役へ駆け上がる。彼にとってECWA Super8トーナメント以上のキャリアアップとなったのは「Final Battle 2004」でのROH世界王座戦である。当時ROH世界王者で、2年以上もベルトを巻き続けていたサモア・ジョーとのROH世界王座戦に見事勝利し、参戦開始から1年足らずで団体の頂点へと上り詰める。
2005年6月18日、CMパンクとの対決で敗れ王座陥落となるも、その評価が下がることはなく、ROHのレスリングスクールのトレーナーに就任する。12月の「Final Battle 2005」においてロデリック・ストロングと組んで、サル・リナウロ&トニー・ママルークが保持するROHタッグ王座に挑戦。勝利してベルトを奪取する。
2006年、ROHと日本のプロレスリング・ノアとの交流が始まり、エリーズも日本のレスラーとの対決することになる。特に注目されたのは6月24日にシカゴで行われたKENTAとのシングルマッチだったが、KENTAのGo2Sleepの前に敗れる。同年9月16日にクリス・ヒーロー&クラウディオ・カスタニョーリによるタッグチーム「キング・オブ・レスリング」に敗れ、数十回防衛してきたROHタッグ王座を失う。
2007年、ジェネレーション・ネクストは解散していたものの、その時の繋がりで長い間タッグを組んでいたロデリック・ストロングと再びROHタッグ王座に挑戦するも敗北。仲違いしてしまい、エリーズが新ユニット「レジリエンス」を、ロデリックは「ノー・リモーズ・コープス」を結成し対立状態になる。しかしTNAに関係したゴタゴタ（以下参照）の影響で一時的に離脱することになり、レジリエンスも自然消滅してしまう。

### TNA
2005年7月、TNAは「サクリファイス2005」におけるXディヴィジョン王座戦を“インターネット・ドリームマッチ”として、挑戦者をインターネット投票で決定することを発表。所属ではないエリーズ、ロデリック・ストロング、ジェイ・リーサル、マット・サイダルの名前があがり、最終的にエリーズが選ばれる。結局、所属ではないことから王者クリストファー・ダニエルズとのノンタイトル戦に変更になった。試合そのものには敗北するも、素晴らしい試合だったことからTNAの上層部から再び試合の契約を持ちかけられ、「アンブレイカブル2005」（2005年9月11日）にてロデリック・ストロングとのシングルマッチという形で再登場。この試合も上々の内容でTNAの上層部の評価はさらに高まる。9月22日、エリーズはオフィシャルサイトでTNAとレギュラー契約を結んだことを発表する。さらにロデリック・ストロングとアレックス・シェリーも契約を結ぶ。
2006年2月、エリーズとロデリックはROHに出場した後、飛行機で移動してTNAの「アゲインスト・オール・オッズ2006」に出場するというスケジュールを立てていたが、吹雪により飛行機が止まり、出場取り消しの憂き目に会う。この事件によりTNA上層部は徐々にROHとの掛け持ち禁止・トップ選手の独占出場契約を結ぶ方向性にシフトしていく。しばらくTNAには出場できなかったエリーズだったが、9月の「バウンド・フォー・グローリー2006」（2006年10月22日）にて「オースチン・スター」のリングネームで再デビューする。その後Xディヴィジョンの選手との試合が組まれ続けるも、2007年4月に“問題行動”が原因で90日の謹慎処分が下される。ただしROHと対立していくような路線を取るTNA上層部に対して、早くから反発とも取れるような言動をしており、謹慎もそれが根底にあるという見方が根強い。
2007年6月に自ら解雇要求を求め、TNAを解雇される。その後、再度ROHと契約を結んだ。

### ROH復帰
ROHに復帰後、2007年末の「Rising Above」で行われたナイジェル・マッギネスとの世界王座戦が名勝負になったのを皮切りに、再びROH世界王座戦線で活躍するようになる。王者であるナイジェル・マッギネスは勿論のこと、ブライアン・ダニエルソン、タイラー・ブラック、ジミー・ジェイコブスとも激しい抗争を繰り広げた末、2009年6月に行われた「MANHATTAN MAYHEM III」にてジェリー・リンを破り、2度目のROH世界王座戴冠となった。

### TNA復帰
2011年6月16日、TNAに再登場。7月11日ブライアン・ケンドリックからTNA Xディヴィジョン王座を獲得した。
2012年、ヒールとして活躍していたが、TNA世界ヘビー級王者のボビー・ルードがヒールということもあり、ベビーに転向した。7月5日、TNA世界ヘビー級王座に挑戦するためにTNA Xディヴィジョン王座を返上し、7月8日にボビー・ルードからTNA世界ヘビー級王座を奪取した。
2013年1月25日、ボビー・ルードとタッグを組んでTNA世界タッグ王者であるヘルナンデス & チャボ・ゲレロ・ジュニア組に挑戦して勝利し、TNA世界タッグ王座を奪取した。
2014年1月16日、TNA Xディヴィジョン王座4度目の戴冠。3月2日、WRESTLE-1に来日し防衛戦を行うが、真田聖也に敗れる。
2015年6月28日、TNAとの契約を終了、正式にリリースをされている。

### WWE
2016年1月20日、WWEと仮契約を交わす。同月22日、WWEの傘下団体であるNXTのテーピングにてGMであるウィリアム･リーガルがリング上にて大物と契約を交わすために契約書を用意したと発表。招かれると登場を果たし、リングへ上がろうとするがバロン・コービンから襲撃された。2月18日、NXT Liveにてフィン・ベイラーと組んでバロン・コービン & サモア・ジョーと対戦して勝利。4月1日、NXT Takeover Dallasにて調印式の際に襲撃され因縁のあるバロン・コービンと対戦。序盤より攻め込まれ終盤には場外にてディープ・シックスを喰らい、リング内に戻るとコービンのフィニッシャーであるエンド・オブ・デイズを決められようと勢いをつけて首を掴まれた反動を生かして回転して切り返すと丸め込み、3カウントを奪って勝利した。
6月8日、NXT Takeover The End中邑真輔にてと対戦。序盤より蹴り技で試合を組み立てるナカムラに対し、膝を集中して攻めて優勢となるがナカムラより膝での攻撃を強行される。終盤にはエプロンでの争いにてデスバレードライバーでダメージを与えたものの最後にはジャンピング・キンシャサからキンシャサへと繋げられ敗戦した。8月20日、NXT TakeOver: Brooklyn IIにてノー・ウェイ・ホセと対戦。終盤にホセの連続で繰り出される大技に苦しむがサンセット・ボムからラスト・チャンスリーへと繋げてギブアップを奪い勝利。試合後、ヒデオ・イタミより襲撃を受けた。
イタミの襲撃の際に鼓膜を負傷し休場。10月にはタッグチームトーナメント｢ダスティ・ローデス・タッグチーム・クラシックへ｣の参戦を表明するもタッグパートナーは｢X｣と紹介されていた。
同トーナメント1回戦にてタッカー・ナイト、オーティス・ドーゾビッチ組との試合でパートナーのXであるロデリック・ストロングが登場、久々のタッグ結成となり1回戦を勝利で飾るも、2回戦となるTM61戦の前に開催されたハウスショーにてシンスケ・ナカムラのハイキックが目に当たり眼窩骨折の重傷を負う。
トーナメント2回戦はストロングとTM61のシェイン・ソーンによるシングル戦に変更となりエリーズはストロングのセコンドとして試合に介入するも試合はソーンが丸め込みでストロングを破り2回戦敗退となった。
以降はストロングはシングルプレーヤーとして活動、エリーズは治療のため休場しそのままNXTをフェードアウトする形で卒業となった。
11月29日、WWEクルーザー級の専門番組として205 Liveがスタート、休場中だったエリーズは初回からカラー・コメンテーターとして登場。以降RAWクルーザー級部門と205 Liveにおいてエリーズはカラー・コメンテーター、インタビュアーとしてとして活動する。
2017年2月から205 Liveにて復帰のプロモーションビデオが放送、3月6日のRAW放送中にクルーザー級王者のネヴィルの勝利インタビュアーとしてインタビュー中にネヴィルを襲撃。
翌日3月7日の205 Liveにて選手として復帰、トニー・ニースに勝利し、翌週3月14日の205 Liveにて挑戦者決定戦に勝利。4月2日レッスルマニア33のキックオフ・ショー第1試合にてネヴィルの持つWWEクルーザー級王者に挑戦するも負傷していた目を攻撃され敗退した。
2017年7月7日、WWEから退団する事が発表された。

### インパクト・レスリング
2017年11月4日、インパクト・レスリング（現：TNA）へ電撃復帰を果たした。2018年1月10日、イーライ・ドレイクを倒してインパクト世界王座（現：TNA世界ヘビー級王座）を戴冠し、同月14日にはイーサン・カーター3世を倒してインパクト・グランド王座をも戴冠、2冠王者となった。

## 得意技

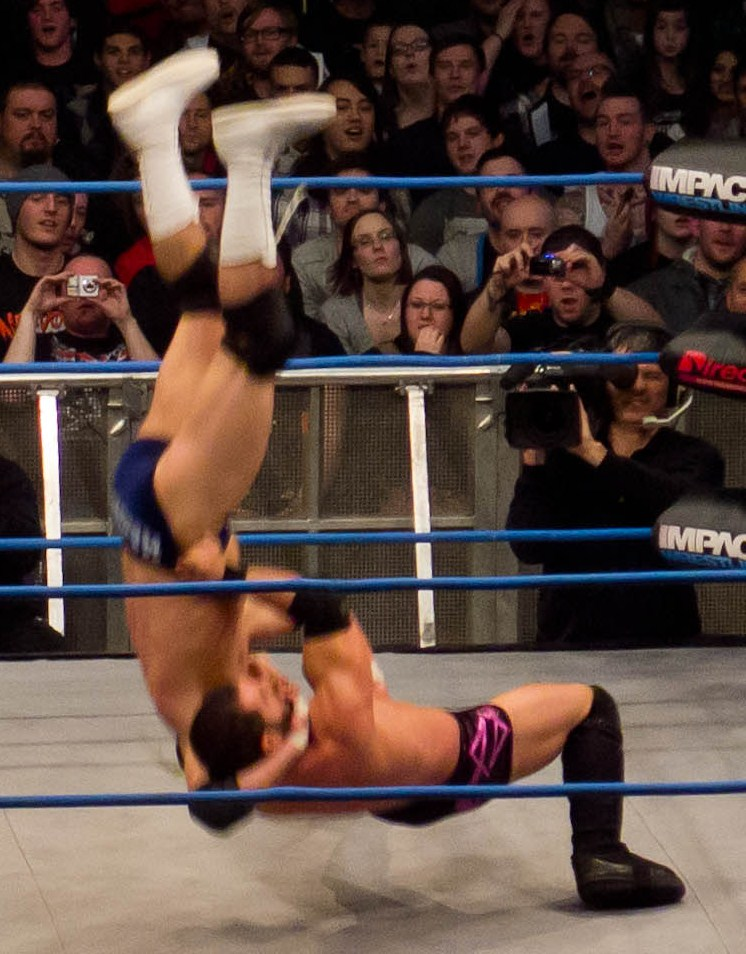
ブレーンバスター

- 450°スプラッシュ

初期から使っているエリーズの代表的フィニッシュムーブ。
- 垂直落下式ブレーンバスター

かつてはフィニッシュムーブだったが、現在は繋ぎ技として使われることが多い。
- ラスト・チャンスリー

うつ伏せでダウンしている相手の腕と首を正面から取って、そのままブリッジして締め上げる技。見た目は鎌固めに似ている。抵抗する相手には膝を何発も叩きこんでから絞めることもある。2007年にドラゴンゲートのキング・オブ・ゲートに参戦した際、1回戦で土井成樹を相手に初披露して以降、フィニッシュムーブとして多用している。
旧名、ホーンズ・オブ・エリーズ
- ディスカス・ファイブアーム

WWEクルーザー級に復帰以降フィニッシャーとして多用しているランニング・ローリング・エルボー。相手の側面からロープワークを行うのが特徴。
- パワードライブエルボー

倒れている相手の近くに立って行う。両腕を左右に振ってから勢いよくエルボードロップ。ザ・ロックのピープルズ・エルボーと同じ位置づけの技。
- フィッシュフック・オブ・ドゥーム

うつ伏せに倒れている相手に対して腰を下ろし、相手の腕を掴み自身の右膝を宛がう。人差し指を折り曲げて相手の口に掛け、相手の腕を痛めつけながら背中を反り上げる。
- ヒートシーキングミサイル

スーサイド・ダイブ
- IED

ランニングドロップキック
- マッチョネックスナップ

トップロープにうつ伏せでもたれている相手の背後に助走をつけて走り込み、相手の頭を両手で掴んでジャンプし、トップロープを飛び越えて場外に着地。相手の喉をロープに当ててダメージを与える。
- スローモーションスペシャル

ランニング・ジャンピング・ニードロップ
- フィギュアエイト・レッグロック

片足をフックする際、相手の頭側からまたぐようにして入る独特の足4の字固め。
ジョニー・パワーズのパワーズ・ロックと同型技。
- トペ・スイシーダ

通常のとは全く異なりセカンドロープとサードロープの間を潜り抜けて放つ独特のスタイルである。
- スプラッシュマウンテン
- ラ・ケブラーダ
- トルニージョ

エプロンからリング内に向かって使用する場合がある。
- スリングショット・レッグドロップ

## タイトル歴

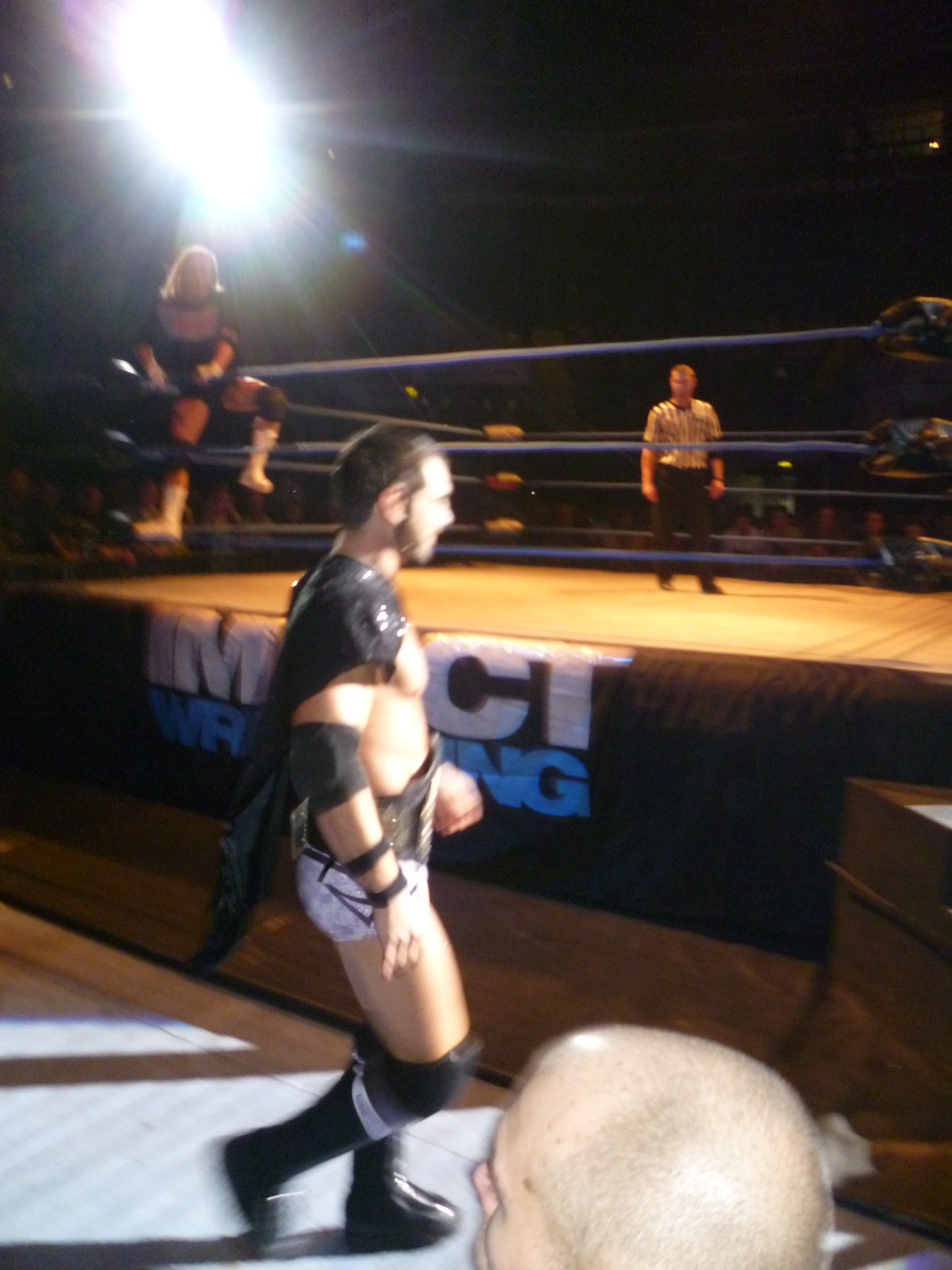
TNA Xディヴィジョン王者時代

TNA / Impact Wrestling
- TNA世界ヘビー級 / インパクト世界王座 : 2回
- インパクトX-Division王座 : 1回
- TNA世界タッグ王座

w / ボビー・ルード : 1回
- インパクト・グランド王座 : 1回

ROH
- ROH世界王座 : 1回（第4代）
- ROH世界タッグ王座

w / ロデリック・ストロング : 1回
EPW
- EPW王座 : 1回

MAW
- MAWジュニアヘビー級王座 : 1回

MCW
- MCWライトヘビー級王座 : 1回

MIAW
- MIAWクルーザ級王座 : 2回

MIW
- MIWクルーザー級王座 : 2回

NWA
- NWA Xディヴィジョン王座 : 1回

NPW
- NPWクルーザー級王座 : 2回

PWW
- PWWヘビー級王座 : 1回

SDW
- SDWタッグ王座 : 1回

w / テッド・ディクソン

## 入場曲
- Born of a Broken Man
- Personal Jesus
- The Greatest Man That Ever Lived (Varaiations on a Shaker Hymn)
- Raging of the Region
- Dirty Heels Theme
- Ambition and Vision
- Disdain - 現在使用中

## その他
- ベジタリアンらしく、動物の肉はまったく食べない。
- 別名「羊」、右肩に漢字でタトゥーを入れている。ちなみにエリーズは日本語でおひつじ座である。
- ユークスのゲームソフトであるWWE'12内にて、架空の新人レスラー、ジェイコブ・キャスの声を当てている。